# Gary Peters (político)
Gary Charles Peters (Pontiac, Míchigan; 1 de diciembre de 1958) es un político estadounidense afiliado al Partido Demócrata. Actualmente es senador por el estado de Míchigan.

## Carrera
Desde 2015 representa al estado de Míchigan en el Senado junto con la también demócrata Debbie Stabenow. Desde 2009 hasta 2015 fue miembro de la Cámara de Representantes por el 9.º y el 14.º distritos congresionales de Míchigan.